# Thomas Christensen Clitau
 Der er flere personer med dette navn, se Thomas Christensen.
Thomas Christensen Clitau (1694 – 9. januar 1754) var en dansk forfatter, digter, jurist, musiker og historiker.
Clitau var søn af en jordbruger, er født på Bygholm ved Horsens og blev student 1714 fra Odense Gymnasium.
Efter et ophold i udlandet (o. 1727), især i Jena og Halle, privatunderviste han i København i lovkyndighed og levende sprog og blev regimentsauditør.
Han var en flersidig begavet mand: jurist, historiker, poet, musiker og sprogkyndig. Han talte og skrev de fleste nyere og begge de gamle sprog og var ikke ubevandret i flere østerlandske, men synes at have manglet evne eller lejlighed til at koncentrere sine studier.
Hans Overensstemmelse og Forskjel imellem den romerske og danske Ret (1736) -- den første behandling af romerretten på dansk—og Juridisk Examen ved Spørgsmaal og Svar (1746) er håndbøger til vejledning ved eksamensstudiet. Sine fleste digte—også i fremmede sprog—samlede han 1738 i Poetisk Tidsfordriv og roser dem med vidtdreven selvfølelse som prosodiske modeller for unge digtere. Deres flydende sprog er også deres eneste fortrin.
Fra 1735 var han medarbejder ved de Lærde Tidender; som deres redaktør (o. 1740-1748) har han fortjeneste af at have indført den litterære kritik i dagspressen. Imod Niels von Havens og Jens Pedersen Høysgaards retskrivningsreformer stod han som forkæmper for det bestående (Journal over den grammatikalske og orthografiske Krig, 1742; Commentarius kaldet Adde unum tribus, 1743). Da tidenderne 1745 indledte et angreb på Jørgen Ries’ Danske Spectator, svarede denne med et voldsomt udfald, hvori Clitau’s selvtilfredshed skarpt og vittig persifleredes. Den iltre Clitau svarede med en stævning, men Højesteretsdommen (1747) gik ham imod. Forinden havde han dog fået en litterær
oprejsning, idet han havde forfulgt Ries’ nye ugeblad Den politiske Tilskuer med sine Dubia, indtil bladet måtte ophøre.
1748 blev han notarius publicus i Bergen, hvor han døde ugift 9. januar 1754. I manuskript efterlod han Theatrum sapientiæ et stultitiæ humanæ sive historia philosophica. Sine efterladenskaber testerede han til et legat for en blind i Bergen. Hans kobberstukne billede findes i hans hovedværker.